# Opus incertum

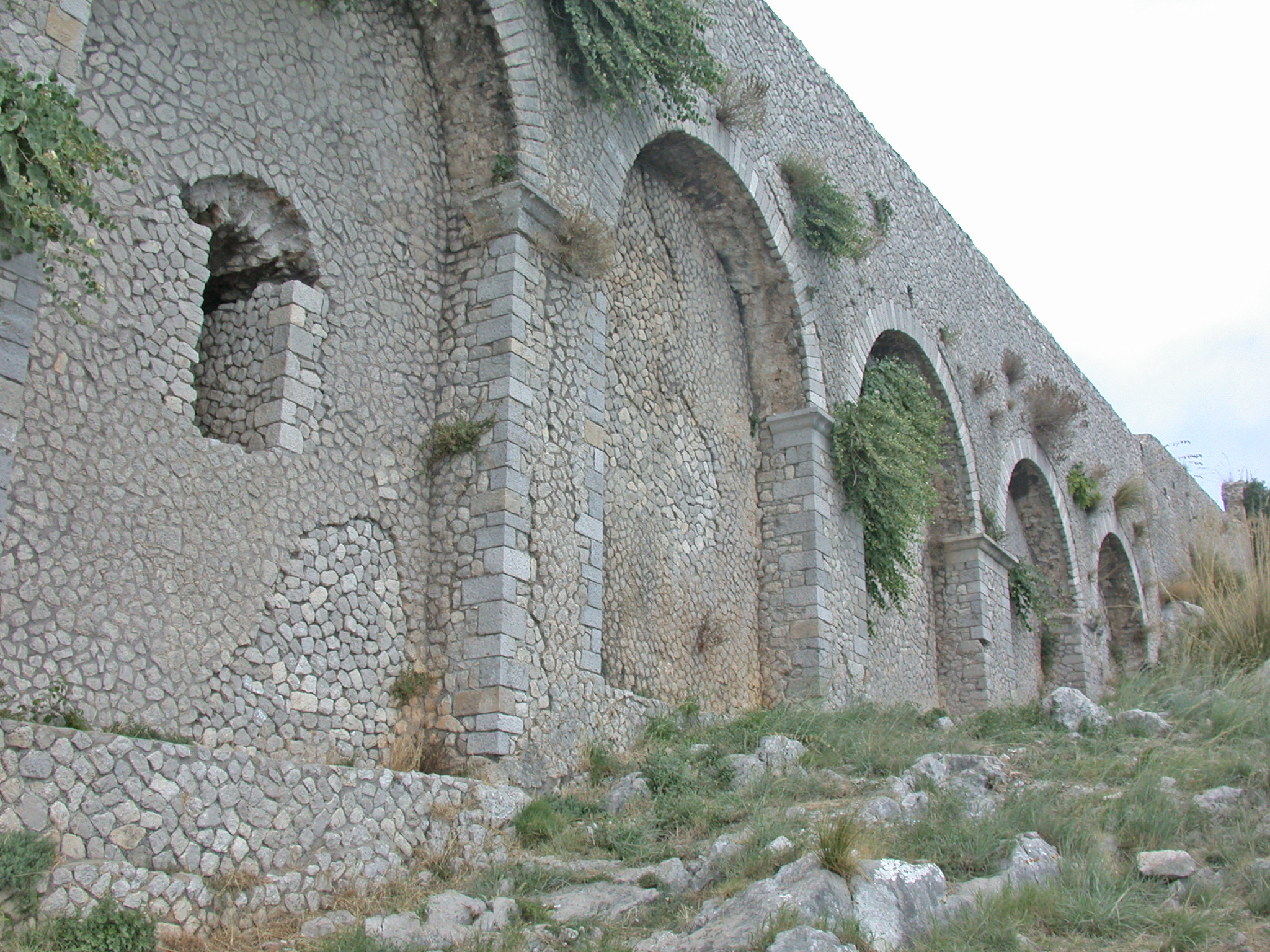
Opus incertum in de tempel van Jupiter Anxur, Terracina.

Opus incertum was een Romeinse constructietechniek waarbij onregelmatige stukken steen in een natte onderlaag van Romeins beton (opus caementicium) werden vastgezet. Hierdoor werd de betonnen constructie voorzien van een beschermingslaag met een onregelmatig patroon. De techniek stamt uit het einde van de 3e eeuw v.Chr. en was in gebruik tot het midden van de 1e eeuw.

## Beschrijving
De betonconstructie werd aan de buitenkant ingezet met zo goed als mogelijk passende brokken tufsteen, andere natuursteen of baksteen. De steenbrokken werden ook in het beton zelf gebruikt. Met cement werd de buitenkant zo glad mogelijk gemaakt. Later werden meer gelijksoortige stukken steen gebruikt met minder cement tussen de stenen, waardoor de muur nog gladder werd. Dit werd opus quasi reticulatum genoemd. Vanaf de 1e eeuw v.Chr. werd deze techniek meer en meer vervangen door opus reticulatum, waarbij enkel gelijkvormige op elkaar aansluitende stenen werden gebruikt.